# NGC 3339
NGC 3339 — звезда в созвездии Секстанта. Внесена в каталог Альбертом Мартом в 1865 году.
Этот объект входит в число перечисленных в оригинальной редакции «Нового общего каталога». Март наблюдал эту звезду в ту же ночь, что и галактику NGC 3340 и оставил описание, которое явно говорит о том, что это звезда; однако для NGC 3339 он ошибочно указал координаты, на небе близкие к NGC 3340. Хотя по вышеупомянутым причинам NGC 3339 явно соответствует другому объекту, чем NGC 3340, в базе данных SIMBAD эти два обозначения ошибочно отождествляются и указывают на галактику NGC 3340.